# James Brooker
James Kent „Jim“ Brooker (* 12. August 1902 in Cass City, Michigan; † 25. September 1973 in Bay City, Michigan) war ein US-amerikanischer Leichtathlet, der sich auf den Stabhochsprung spezialisiert hatte. Er war 1,80 m groß und startete für die Michigan Wolverines in Ann Arbor.

## Leben
Im Jahr 1923 kam Brooker bei den Landesmeisterschaften mit einer Höhe von 3,81 m auf Platz 3 und war bei den Hochschulmeisterschaften gemeinsam mit Earle McKown siegreich; beide Athleten übersprangen 3,94 m.
Im darauffolgenden olympischen Jahr 1924 konnte er sich bei den Landesmeisterschaften, die Edwin Myers gewann, nicht platzieren, qualifizierte sich jedoch bei den Ausscheidungswettkämpfen, die mit einem vierfachen Remis – James Brooker, Lee Barnes, Glenn Graham und Ralph Spearow sprangen alle 3,96 m – endeten. Im Finale von Paris kam er an diese Höhe nicht mehr ganz heran, jedoch reichten übersprungene 3,90 m für den Gewinn der Bronzemedaille knapp vor dem Dänen Henry Petersen, der die gleiche Höhe meisterte. Gold und Silber gingen an Brookers Landsleute Lee Barnes und Glenn Graham mit jeweils 3,95 m.
Brooker kam zweimal unter die Top Ten der Weltbestenliste:
- 1923: Platz 7 mit 3,93 m, erzielt am 2. Juni in Ann Arbor
- 1924: Platz 7 mit 3,96 m, erzielt am 14. Juni in Cambridge

Seine persönliche Bestleistung von 3,97 m erzielte er bei einem Hallenwettkampf am 28. März 1925 in Ann Arbor.